# 당신이 없으면 조국도 없다
《당신이 없으면 조국도 없다》는 1993년에 공개된 조선민주주의인민공화국의 노래로 김정일을 찬양하는 내용을 담고 있다. 리종오가 작사했고 황진영이 작곡했다.

## 노래
- 《화면음악 당신이 없으면 조국도 없다》, 작사 : 《황진영》, 작곡 : 《리종오》

## 가사

### 1
사나운 폭풍도 쳐몰아 내고
신념을 안겨준 김정일 동지

### 후렴
당신이 없으면 우리도 없고
당신이 없으면 조국도 없다

### 2
미래도 희망도 다 맡아주는
민족의 운명인 김정일 동지

후렴

### 3
세상이 열백번 변한다 해도
인민은 믿는다 김정일 동지

후렴

### 4
아 우리의 김정일 동지
당신이 없으면 조국도 없다

## 같이 보기
- 조선민주주의인민공화국의 선전
- 보천보전자악단